# 대한민국의 보물

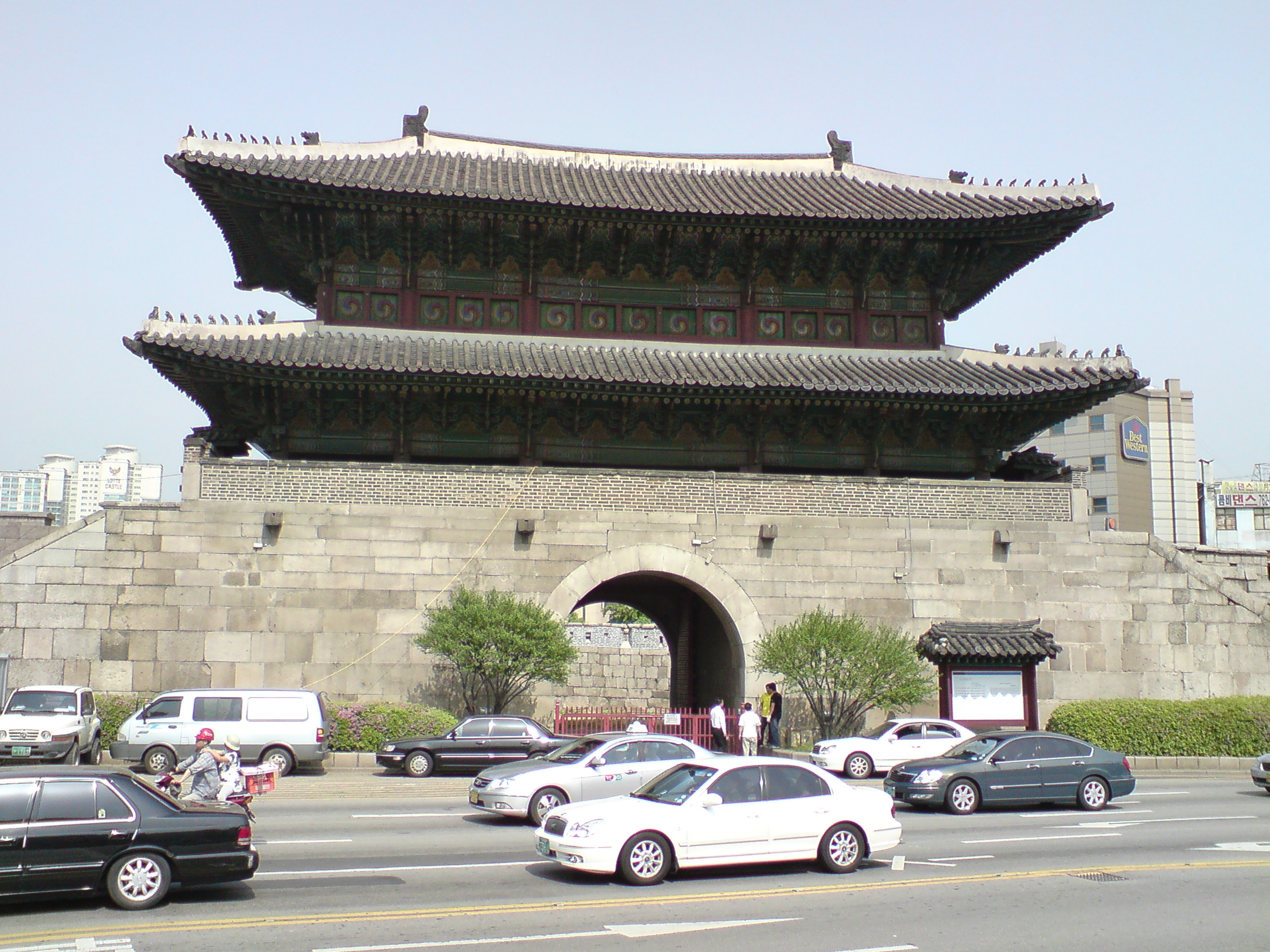
보물 제1호 흥인지문

대한민국의 보물(大韓民國 寶物)은 목조 건축물, 석조 건축물, 전적류, 서적류, 고문서, 회화, 조각류, 공예품, 고고자료, 무구(巫具) 등 대한민국의 유형문화유산(구. 유형문화재) 가운데 중요한 것을 국가에서 지정한 것이다. 국보와 보물의 중요성과 가치 우열을 가리기는 어렵지만, 국보급의 문화재가 그 분야, 그 시대를 대표하는 유일무이한 것이라면 보물급에 속하는 문화재는 그와 유사한 문화재로서 대한민국 문화를 대표하는 유물이라고 할 수 있다.
보물의 일련번호는 제2142호까지 지정되어 있으며, 2021년 11월 19일 문화재 관련 법령의 개정으로 더 이상 지정되지 않는다.

## 지정 목록
보물로 처음 지정된 시기별로 분류한다.
| - 1960년대 전반 (1963년~1964년) - 1960년대 후반 (1965년~1969년) - 1970년대 전반 (1970년~1974년) - 1970년대 후반 (1975년~1979년) - 1980년대 전반 (1980년~1984년) - 1980년대 후반 (1985년~1989년) | - 1990년대 전반 (1990년~1994년) - 1990년대 후반 (1995년~1999년) - 2000년대 전반 (2000년~2004년) - 2000년대 후반 (2005년~2009년) - 2010년대 전반 (2010년~2014년) - 2010년대 후반 (2015년~2019년) | - 2020년대 전반 (2020년~2024년) - 2020년대 후반 (2025년~2029년) |

## 같이 보기
- 대한민국의 국가유산
- 대한민국의 국보
- 대한민국의 천연기념물
- 대한민국의 사적
- 대한민국의 명승
- 대한민국의 국가무형문화재
- 대한민국의 중요민속문화재

## 참고 자료
- 문화재청 - 문화재 검색